# Dorothy Stang
Dorothy Mae Stang (* 7. Juni 1931 in Dayton, Ohio, Vereinigte Staaten; † 12. Februar 2005 bei Anapu, Bundesstaat Pará, Brasilien) war eine brasilianische katholische Ordensschwester und Umweltaktivistin US-amerikanischer Herkunft. Sie wurde 2005 im Auftrag von brasilianischen Großgrundbesitzern ermordet.

## Leben
Dorothy Stang gehörte dem Orden der „Soeurs de Notre Dame de Namur“ (Schulschwestern Unserer Lieben Frau von Namur) an. Sie lebte über 30 Jahre in Brasilien. Dort setzte sie sich entschieden gegen die Abholzung der Regenwälder sowie für die Rechte der Landlosen ein, insbesondere im immer noch unterentwickelten und von der Justiz schwer zu kontrollierenden Norden und Nordosten des Landes. Wegen ihres Engagements war sie zahlreichen Anfeindungen ausgesetzt und erhielt wiederholt Morddrohungen. 2003 gab Dorothy Stang auf Grund des Irak-Krieges die US-amerikanische Staatsbürgerschaft auf und nahm die brasilianische an.
Stang befand sich am 12. Februar 2005 zu Fuß auf dem Weg zu einem Treffen im Amazonas-Dschungel, als sie mit sechs Schüssen aus nächster Nähe ermordet wurde. Als Täter wurde kurze Zeit später der 27-jährige Rayfran das Neves Sales sowie zwei weitere Männer festgenommen.

## Strafprozesse gegen die Täter
Der 36-jährige Großgrundbesitzer und Sägewerksbesitzer Vitalmiro Bastos de Moura, der den Tätern umgerechnet 15.000 Euro für die Tat bezahlt haben soll, wurde am 15. Mai 2007 in Belém zu 30 Jahren Gefängnis verurteilt. Stangs Bruder David, der der Verurteilung beiwohnte, sagte: "Es wurde Gerechtigkeit geübt." Das Urteil wurde Ende 2007 durch ein Geschworenengericht annulliert, der Prozess jedoch am 7. April 2009 durch das Gericht in Pará neu aufgerollt. Es beschloss, Vitalmiro Moura wieder zu inhaftieren, doch dessen Verteidiger legte Berufung gegen diese Entscheidung ein. Es wurde ein neuer Prozess einberufen. Am 22. April 2009 setzte der Oberste Gerichtshof Brasiliens Vitalmiro Moura bis zur endgültigen Entscheidung frei.
Roniery Lopes, der als Zeuge im Betrugsverfahren gegen Regivaldo Galvão aussagen sollte, wurde im November 2009 kurz vor seiner geplanten Zeugenaussage erschossen. Regivaldo Galvão wurde später als weiterer Auftraggeber des Mordes an Dorothy Stang verurteilt.

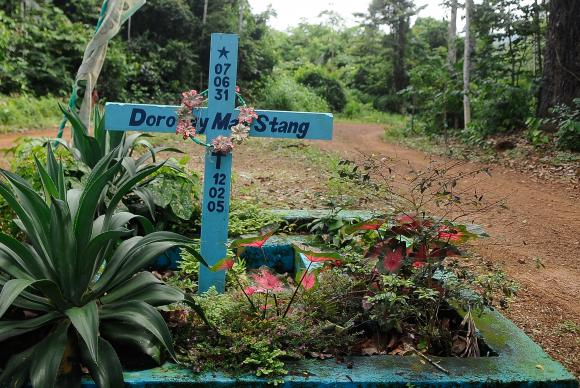
Grab von Dorothy Mae Stang

Am 4. Februar 2010 annullierte der Oberste Gerichtshof Vitalmiro Mouras Freilassung. Moura wurde am 7. Februar verhaftet, nachdem er sich freiwillig der Polizei gestellt hatte. Am 12. April 2010 wurde er neuerlich durch ein Gericht zu 30 Jahren Haft verurteilt. Am 1. Mai 2010 wurde auch Regivaldo Galvão schuldig gesprochen, den Mord angeordnet zu haben, und zu 30 Jahren Haft verurteilt.

## Wirken, Ehrungen
Umweltschützer hoffen, dass die weltweite Aufmerksamkeit, die Dorothy Stangs Tod schuf, dazu beiträgt, dass sich mehr Menschen für den Erhalt des tropischen Regenwaldes und für die Rechte der Ärmsten der Armen einsetzen. Sie wurde wie der Gummizapfer Chico Mendes, der 1988 ermordet wurde, zu einer Symbolfigur, deren Einfluss über ihren Tod hinausgeht.
Am 13. Dezember 2006 wurde ihr posthum der brasilianische Menschenrechtspreis verliehen. 2008 wurde ihr posthum der Menschenrechtspreis der Vereinten Nationen verliehen.